# Thüringenhausen

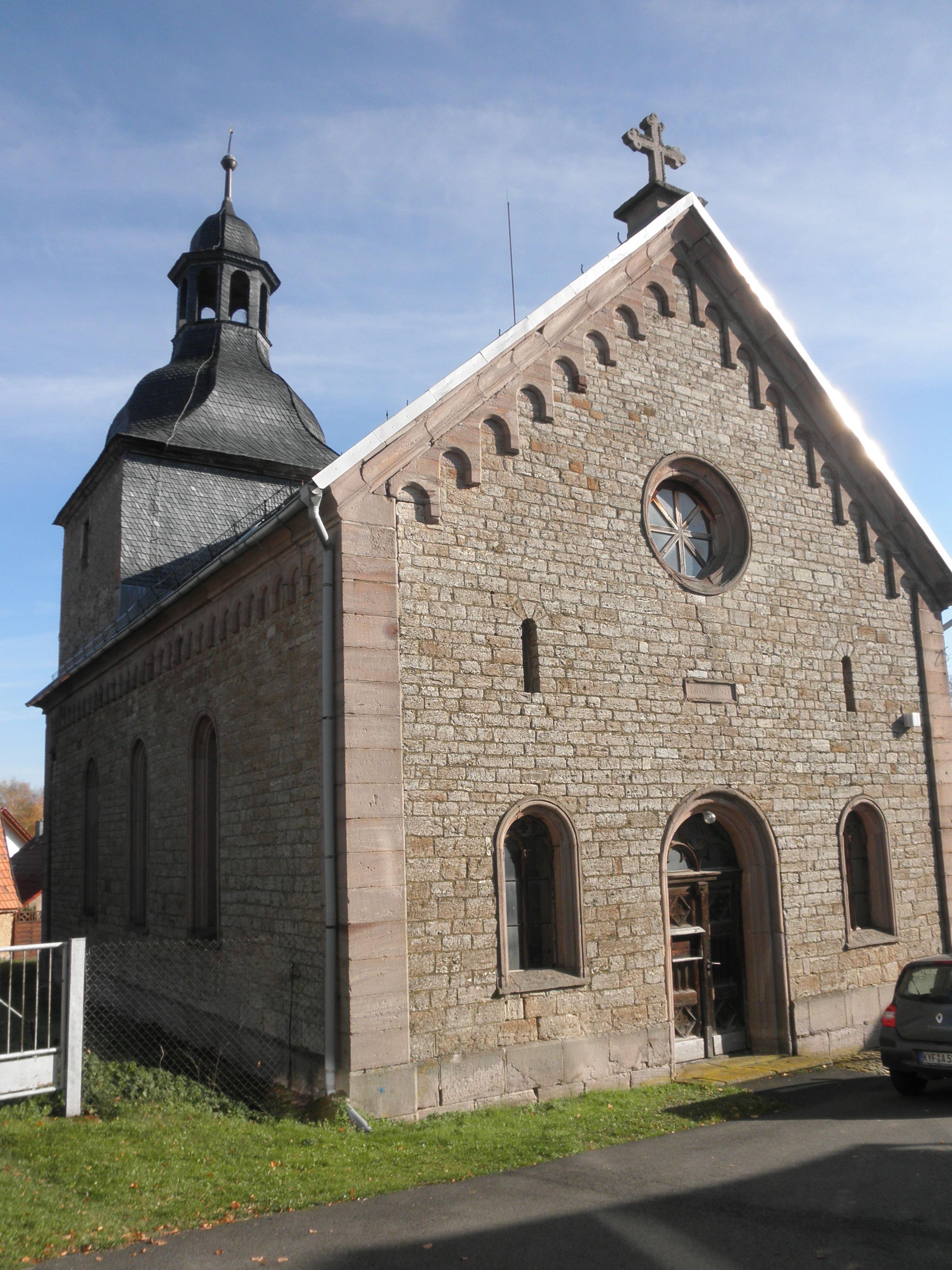
Dorfkirche St. Petri: Westansicht

Thüringenhausen ist ein Ortsteil der Stadt Ebeleben im Kyffhäuserkreis in Thüringen.

## Geographie
Thüringenhausen liegt in etwa 220 Meter Höhe über dem Meeresspiegel an einem Bogen der Helbe. Die Landschaft ist weitgehend durch landwirtschaftliche Nutzflächen geprägt; Baumbestand existiert lediglich in der Flussaue der Helbe sowie als Alleebäume entlang der Straßen. Ohne direkte Grenze zum Stadtgebiet Ebeleben ist es eine Exklave der Stadt.

## Geschichte
Erstmals erwähnt wurde Thüringenhausen 874; die Schreibweisen variierten in der Vergangenheit zwischen Durinhusen, Doringhusen und Döringhausen. Die Herren von Doringhusen waren ein lokal einflussreiches Adelsgeschlecht, deren bekanntester Vertreter Heinrich von Doringhusen im 15. Jahrhundert Domherr in Erfurt war. Politisch gehörte die Gemeinde zur Unterherrschaft der Grafschaft Schwarzburg und wurde unter Graf Günther XL. im 16. Jahrhundert protestantisch. 1661 lebten im Ort 91 Einwohner. Die aus dem Mittelalter stammende Kirche St. Petri wurde 1693 erneuert. 1842 wurde eine Schulwohnung errichtet. Verwaltet wurde der Ort vom Amt Sondershausen bzw. dem Verwaltungsbezirk Ebeleben. 1910 lebten in Thüringenhausen 211 Einwohner, nach dem Ersten Weltkrieg kam es zum neugegründeten Staat Thüringen und zählte 1939 noch 202 Einwohner, in der Folge war die Einwohnerzahl weiter rückläufig und sank bis zur Wende auf unter 100, stieg danach aber wieder leicht an. Thüringenhausen war die kleinste Gemeinde des Kyffhäuserkreises.
Das Thüringer Gesetz zur freiwilligen Neugliederung kreisangehöriger Gemeinden im Jahr 2019 sah die Eingemeindung nach Ebeleben vor. Das Gesetz wurde am 12. September 2019 vom Landtag angenommen und trat am 31. Dezember 2019 in Kraft.

### Einwohnerentwicklung
Entwicklung der Einwohnerzahl (31. Dezember):
| - 1994: 090 - 1995: 100 - 1996: 100 - 1997: 103 - 1998: 116 - 1999: 113 | - 2000: 111 - 2001: 112 - 2002: 120 - 2003: 112 - 2004: 115 - 2005: 119 | - 2006: 119 - 2007: 109 - 2008: 115 - 2009: 114 - 2010: 109 - 2011: 121 | - 2012: 111 - 2013: 121 - 2014: 106 - 2015: 105 - 2016: 105 - 2017: 111 | - 2018: 108 |

Datenquelle: Thüringer Landesamt für Statistik

## Politik
Der letzte Bürgermeister der Gemeinde Thüringenhausen war Ralf Neukamm. Er war Nachfolger von Anja Kühn.
Der Gemeinderat von Thüringenhausen bestand aus 6 Gemeinderatsmitgliedern.

## Kultur und Sehenswürdigkeiten
Wichtigste Sehenswürdigkeit ist die Kirche St. Petri, eine kleine Saalkirche im Südwesten des Ortes, mit der für die Region charakteristischen „Thüringischen Haube“. Das Kirchenschiff stammt von 1877, der Turm ist wesentlich älter.
Bedeutendster Verein im Ort ist die Freiwillige Feuerwehr.

## Wirtschaft und Infrastruktur
Thüringenhausen liegt abseits größerer Verkehrsachsen; kleinere Straßen führen nordwärts nach Hohenebra, westwärts ins benachbarte Bellstedt sowie südwärts nach Großenehrich. Die nächste Bahnstation befindet sich ca. 3 km nordöstlich in Niederspier.

## Persönlichkeiten
- Johann Lorenz Pfeiffer (1662–1743), lutherischer Theologe